# Skellefteå stad
Denna artikel handlar om den tidigare kommunen Skellefteå stad. För tätorten se Skellefteå.
Skellefteå stad var en stad och kommun i Västerbottens län, föregångare till nuvarande Skellefteå kommun.

## Administrativ historik
Skellefteå fick stadsprivilegier i enlighet med besluten den 11 september och den 10 november 1845, men låg under landsrätt ända fram till 1 juli 1879, då staden fick en egen jurisdiktion med rådhusrätt som sedan 1967 upphörde och staden ingick därefter i Skellefteå tingslag.
När 1862 års kommunalförordningar trädde i kraft 1863 blev staden, ovanligt nog, inte en egen kommun, eftersom man mellan Skellefteå stad och Skellefteå socken inte kunde komma överens om villkoren. Först 1881 bildades stadskommunen fristående från Skellefteå landskommun
åt.
Stadens territorium ändrades flera gånger (årtal avser den 1 januari det året om inget annat anges):
- 1916 - Större delen av Norrböle municipalsamhälle samt några andra områden av Skellefteå landskommun överfördes till staden. Dessa andra områden hade tidigare varit enklaver inom stadens gränser och det hade varit oklart var de låg i kommunalt hänseende, och bestod av: Ett område öster om den så kallade Broströmsbäcken; tomterna 82, 99 och 100 väster om bäcken; delar av hemmanen Böle nr 5 och nr 7; vissa delar av hemmanet Prästbordet nr 2 samt Skellefteå stads Storgata. Dessa områden bestämdes då tillhöra staden i kommunalt hänseende.[4]
- 1917 - Vissa områden vid Skellefteå nya hamn vid Kallholmsfjärden överfördes till staden från landskommunen, och dessa bestod av: delar av hemmanen 11/64 mantal Ytterursvik nr 2, 3/8 mantal Ytterursvik nr 4 och 1/4 mantal Ytterursvik nr 6 med tillhörande lägenheter. Områdena hade en areal av 3,20 kvadratkilometer.[4]
- 1929 - Enligt beslut den 9 december 1927 överfördes från Skellefteå landskommun och socken till staden vissa områden av hemmanen Böle n:r 5, 7, 10, 11 och 12 samt Mörön n:r 1, jämte därinom belägna vägar samt vattenområde av Skellefteå älv. Områdena hade 332 invånare.[5][6]
- 1941 - Enligt beslut den 30 mars 1940 överfördes från Skellefteå landskommun och Skellefteå landsförsamling till Skellefteå stad vissa områden omfattande en areal av 11,43 km² (varav 10,37 km² land). En del av de överflyttade områdena, omfattande en areal av 3,98 km² (varav 3,02 km² land) överfördes från Skelleftestrands municipalsamhälle.[7]
- 1952 - Från Skellefteå landskommun överfördes två områden till staden och Skellefteå stadsförsamling: Skelleftestrands municipalsamhälle, med 4 851 invånare (den 31 december 1950) och omfattande 18,90 kvadratkilometer, varav 18,76 land; och de norr och öster om municipalsamhället belägna delarna av byarna Hedensbyn, Risön, Bergsbyn, Morön, Furunäs, Innersursvik, Yttersursvik, Tuvan och Boviken med 25 invånare (den 31 december 1950) och omfattande 65,85 kvadratkilometer, varav 65,23 land. Av de införlivade områdena överfördes till Skellefteå kyrkobokföringsdistrikt ett område med 1 469 (den 31 december 1950) invånare och omfattande 56,75 kvadratkilometer, varav 56,69 land, och till Skelleftehamns kyrkobokföringsdistrikt ett område med 3 407 invånare och omfattande 28,00 kvadratkilometer, varav 27,30 land.[8]
- 1967 - Skellefteå, Bureå, Byske och Jörns landskommuner inkorporerades i staden.

År 1971 infördes enhetlig kommuntyp och Skellefteå stad blev Skellefteå kommun, dock utan någon territoriell förändring.

### Kyrklig tillhörighet
I kyrkligt avseende var staden och landskommunen förenade i Skellefteå församling ända fram till 1913, då den delades i Skellefteå stadsförsamling och Skellefteå landsförsamling. Stadsförsamlingen namnändrades 1961 till Skellefteå Sankt Olovs församling, samtidigt som Skellefteå Sankt Örjans församling avskildes för Skelleftehamn och Ursviken.

### Sockenkod
För registrerade fornfynd med mera så återfinns staden inom ett område definierat av sockenkod 0150 som motsvarar den omfattning staden hade kring 1950, vilket då inte innefattar Skellefteå socken.

## Stadsvapnet
Blasonering: I blått fält en gyllene sol och däröver en genom vågskura bildad gyllene ginstam belagd med en blå antik blixt.
Detta vapen fastställdes av Kungl. Maj:t den 26 maj 1944. Komponerat av Riksheraldikern inför stadens 100-årsjubileum. Solen eller guldets tecken syftar på Bolidens guldproduktion, vågskuran på Skellefte älv och blixten på den elektricitet som utvinns genom kraftverk i Skellefteälven. Vapnet förs idag av den nuvarande Skellefteå kommun.

## Geografi
Skellefteå stad omfattade den 1 januari 1952 en areal av 104,38 km², varav 102,31 km² land.

### Tätorter i staden 1960
| Tätort             | Folkmängd |
| ------------------ | --------- |
| Skellefteå, del av | 13 374    |
| Skelleftehamn      | 5 050     |
| Klemensnäs         | 2 962     |
| Bergsbyn, del av   | 414       |

- Tätorterna Skellefteå och Bergsbyn låg i både Skellefteå stad och Skellefteå landskommun

Tätortsgraden i staden var den 1 november 1960 95,8 procent.

## Politik

### Mandatfördelning i valen 1919–1966
| 3 | 7 | 12 |

| 18 | 4 |

| 3 | 6 | 13 |

| 18 | 4 |

| 2 | 5 | 15 |

| 18 | 4 |

| 5 | 4 | 13 |

| 20 |

| 8 | 3 | 11 |

| 21 |

| 10 | 2 | 10 |

| 21 |

|  | 14 | 5 | 10 |

| 27 |

|  | 16 | 5 | 8 |

| 26 |

| 2 | 16 | 6 | 6 |

| 26 |

| 18 | 7 | 5 |

| 25 | 5 |

| 2 | 25 | 7 | 6 |

| 35 |

| 30 |  | 6 | 8 |

| 40 |

| 31 |  | 8 | 5 |

| 39 |

| 3 | 31 | 9 | 9 |  | 7 |

| 56 |